# Blue Lake (Nowy Meksyk)
Blue Lake (Jezioro Błękitne, pueblo Ba Whyea) – święte miejsce Indian Ameryki Północnej, jezioro w górach Sangre de Cristo w stanie Nowy Meksyk. Dla Indian z położonego w pobliżu Puebla Taos jest to mityczne źródło ich pochodzenia i miejsce ceremonii religijnych, wykorzystywane od czasów przed europejską kolonizacją Ameryki Północnej do dziś. Odzyskane przez plemię w 1970 roku po 64 latach starań i uchwaleniu przez Kongres Stanów Zjednoczonych precedensowej ustawy o zwrocie odebranego wcześniej tubylczym Amerykanom jeziora w naturze.

## Historia
Blue Lake, zwane przez okoliczne ludy Pueblo Ba Whyea, od setek lat uważane było przez mieszkańców pobliskiego Puabla Taos za mityczne miejsce ich pochodzenia, i było miejscem tradycyjnych pielgrzymek, modlitw, ceremonii, poszukiwania wizji i składania ofiar przez mieszkańców tej tubylczej społeczności.
Prawa Indian Pueblo do Blue Lake, wypływającej z niego rzeki Rio Pueblo i okolicznych ziem w północnej części Nowego Meksyku uznawane były przez kolonialne władze hiszpańskie i meksykańskie oraz potwierdzone w traktacie z Guadalupe Hidalgo w 1848 roku. Jednak w drugiej połowie XIX w. rosnąca liczba białych podróżników i osadników zaczęła wykorzystywać gospodarczo okolice jeziora, utrudniając Indianom dostęp do niego i tradycyjne praktyki religijne. W 1906 roku jezioro zostało przejęte przez rząd federalny Stanów Zjednoczonych i przekazane Służbie Leśnej (ang. Forest Service). Pueblo sądzili początkowo, iż przyczyni się to do ochrony jeziora i swobody ich praktyk religijnych, z czasem rozczarowali się jednak realizowaną zasadą "wielofunkcyjnego wykorzystania" Blue Lake.
W 1924 roku ustawa Kongresu USA przyznała Indianom Pueblo odszkodowanie za utracone przez nich tereny. Plemię gotowe było zrzec się części odszkodowania za ziemie zajęte przez białych osadników w zamian za utrzymanie prawa własności do świętego dla nich jeziora, utrzymując niezmiennie, iż jest ono nieodłącznie związane z ich kulturową tradycją i plemienną tożsamością. Oferta mieszkańców Puebla Taos nie została jednak wówczas przyjęta przez Komisarza do spraw Indian. Pod presją trwających w kolejnych latach indiańskich protestów senacka Komisja do spraw Indian rekomendowała w 1933 roku zwrócenie Blue Lake ludowi Pueblo, ale zamiast tego siedem lat później departament rolnictwa wydał jedynie pozwolenie na używane jeziora przez tubylców do celów religijnych.
W 1951 roku Pueblo złożyli skargę do utworzonej trzy lata wcześniej Komisji Roszczeń Indiańskich (ang. Indian Claims Commission), która potwierdziła ich pierwotne prawa do Blue Lake i fakt niezgodnego z prawem odebrania go Indianom. Komisja nie miała jednak prawa zwrócenia jeziora w naturze, a jedynie zasądziła na rzecz Pueblo odszkodowanie. Mieszkańcy Puebla Taos odrzucili takie rozwiązanie i dwukrotnie jeszcze występowali do amerykańskich sądów z wnioskami o odzyskanie jeziora – za każdym razem jednak bez powodzenia.
Wieloletnie starania Indian Pueblo o odzyskanie świętego jeziora zyskały z czasem rozgłos i wsparcie ze strony innych plemion i opinii publicznej. W 1969 roku Krajowy Kongres Indian Amerykańskich (NCAI) zwrócił się o poparcie nowego, korzystnego dla Indian, projektu ustawy (Blue Lake Bill) do prezydenta Richarda Nixona. W grudniu 1970 roku prezydent Nixon zatwierdził projekt i po 64 latach starań 48 tys. akrów (ponad 19 tys. hektarów) wód Blue Lake i okolicznych ziem wróciło do swoich pierwotnych właścicieli.
Blue Lake stanowi dziś wspólną własność zarejestrowanych członków Puebla Taos i jest częścią tubylczych "ziem powierniczych" (ang. trust lands) administrowanych w imieniu Indian przez rząd federalny (a konkretnie przez Biuro do spraw Indian w departamencie spraw wewnętrznych). Informacje o nim są w pewnej części poufne, masowa turystyka zabroniona, a dostęp zastrzeżony dla członków plemienia. Jezioro podlega stałej ochronie na podstawie ogólnych przepisów dotyczących obszarów o szczególnych walorach przyrodniczych i kulturowych oraz szczegółowych regulacji przyjętych i wdrażanych w praktyce przez Pueblo Taos.
Zwrot Blue Lake Pueblu Taos stanowił pierwszy w Stanach Zjednoczonych przypadek uwieńczonych powodzeniem wysiłków tubylczej społeczności na rzecz odzyskania na drodze prawnej utraconych wiele lat wcześniej w sposób niezgodny z prawem terenów. Ta precedensowa sprawa posłużyła jako wzór do naśladowania kolejnym plemionom amerykańskich Indian, które w występowały później – nieczęsto osiągając równie pomyślne dla nich rezultaty – z własnymi roszczeniami (w 1972 roku zwrócono np. Indianom Yakima ich świętą górę Mount Adams).